# Три Мајл Беј (Њујорк)
Три Мајл Беј (енгл. Three Mile Bay) насељено је место без административног статуса у америчкој савезној држави Њујорк.

## Демографија
По попису из 2010. године број становника је 227.
| Група             | 2000.    | 2010.       |
| Белци             | 0 (0,0%) | 221 (97,4%) |
| Афроамериканци    | 0 (0,0%) | 1 (0,4%)    |
| Азијати           | 0 (0,0%) | 0 (0,0%)    |
| Хиспаноамериканци | 0 (0,0%) | 0 (0,0%)    |
| Укупно            | 0        | 227         |